# Дифузійний шар
Дифузі́йний шар (рос. диффузионный слой, англ. diffusion layer) — в електрохімії — приелектродна область, де концентрація деполяризатора відрізняється від значення в об'ємі розчину (з віддаленням від поверхні асимптотично наближається до концентрації в розчині).

## Дифузійний шар Нернста
Уявний шар, який відповідає дифузійному шарові, якби його концентраційний профіль був прямою лінією, що збігалася б з тангенсом дотичної до істинного концентраційного профілю на поверхні розділення фаз з продовженням її до точки, яка відповідає концентрації в об'ємі.